# Вепольний аналіз
Вепольний аналіз — один з алгоритмічних методів інженерного творення.

## Опис
В 1974 році радянські автори Г. С. Альтушуллер, І. Б. Флікштейн та А. Г. Шахматова запропонували цей метод, який став одним зі складників теорії рішення винахідницьких задач. Ця назва — «Веполь» склалася з поєднання слів «речовина» (російською «вещество»), як узагальнюючий елемент та «поле», що впливає на неї. Разом із зв'язками та взаємодією між речовиною та полем утворюється структурна модель технічної системи.
Таким чином, змінивши речовину або поле, можна надати технічному об'єкту нові властивості. Навіть їх неповний перелік дає уявлення про дуже широкий діапазон варіантів поєднання «речовини-поля».
Відомо багато полів, які використовуються винахідниками. Їх у теорії вирішення винахідницьких задач групують таким чином:
- механічне поле: прості механічні зусилля і переміщення в різних напрямках, тиск, інерційні, гравітаційні, відцентрові сили, вібрації, удари, аеро- та гідродинамічні ефекти тощо;
- акустичне поле, яке продовжує дію механічного: коливання звукові, ультразвук, інфразвук, стоячі хвилі, резонансні коливання; — теплове поле: нагрів, охолодження;
- хімічне поле (взаємодія) — протікання різних хімічних реакцій;
- електричне поле;
- магнітне поле;
- поле температур.
При цьому вважається що цей перелік слід доповнити явищами біотехнології та біохімії.
Групування речовин, яке використовується винахідниками, для прикладу, таке:
- речовини з фазовими переходами (наприклад легкорозчинні, легкогорючі, екзотермічні, ендотермічні, з ефектом Кюрі, з ефектом пам'яті форми тощо);
- звичайно дешеві речовини (пустота, піна, повітря, вода, сипучі речовини, відходи тощо);
- інші речовини (феромагнетики, капілярно-пористі матеріали, люмінофори, речовини з вираженим запахом та смаком тощо).
Як переконаний Альтшуллер, «тепер в руках винахідника так багато важелів, що будь-яка задача може бути рішена спрямовано з оптимальним вибором рішення».